# الكتاب الباشي

صورة غلاف الكتاب الباشي

الكتاب الباشي هو كتاب تاريخ من تأليف الوزير حمودة بن عبد العزيز اهتم فيه بسيرة وتاريخ علي باشا.

## عموميات
يعتبر الكتاب الباشي أهم كتاب للوزير والمؤرخ حمودة بن عبد العزيز، إذ يحتوي على معلومات لا توجد في غيره من كتب، حيث أن الرجل كان قد تقلد رئاسة ديوان الإنشاء في عهد مخدومه علي باي بن حسين بن علي الذي وضع له هذا الكتاب. أما ما قبل عصره، فقد اعتمد المؤلف على مصادر أخرى من بينها الحلل السندسية للوزير السراج وذيل البشائر لحسين خوجة الحنفي. أما المحقق وهو الشيخ محمد ماضور، فقد اعتمد في تحقيقه على أربع مخطوطات ثلاث منها موجودة بالمكتبة الوطنية التونسية والرابعة بالرباط. وقد صدر هذا الكتاب عن الدار التونسية للنشر عام 1970، إلا أن عدد السحب كان محدودا جدا حيث لم يتجاوز ثلاثمئة نسخة.

## المحتوى
يقع هذا الكتاب في جزءين، خصص أولهما للسيرة والثاني للتاريخ. وفي الجزء الأول وضع المحقق مقدمة تتناول عصر المؤلف ثم التعريف بالمؤلف، وأخيرا التعريف بالكتاب. وفي مقدمته أشار المؤلف إلى مخدومه قائلا: «وقد بعث -جل وعلا- في هذا العصر من الأمير الأجل المعظم الأعلى أبي الحسن الباشا علي باي ابن الأمير الرضى المقدس المطهر المرحوم حسين باي بن علي أمير المملكة الإفريقية وعميدها»  ويقول: «وصرفت القصد إلى الاقتصار على دولة مولاي بالتصنيف، وجعلت ما أذكره من أخبار غيره كالتابع لها والرديف... فجاء بحمد الله حافلا يشتمل عليه القلب ويلتبس بالنفس، وسميته بالكتاب الباشي إضافة للقب مولانا الذي تميز به». ثم يأتي بذكر ولايته وذكر ثورة إسماعيل بن يونس باي ويتعرض إلى ما يسميه «الأسباب المفضية إلى خلاء جبل وسلات وفرار إسماعيل منه إلى الغرب، وما كان في ذلك من الصنع الجميل» ، كما يتعرض إلى إنشاء الأسطول الحربي، وغيره من الإنجازات، ثم يطنب في «ذكر ما خص الله به مولانا أيده الله- من محاسن الأخلاق وكرم الطباع وشرف الخلال، وحميد الخصال». ويتخلل ذلك كله قصائد عديدة له ولغيره، وهو ما يعطي لهذا الكتاب قيمة أدبية فضلا عن قيمته التاريخية.
أما الجزء الثاني من الكتاب فقد خصصه للتاريخ.

## الإشارات المرجعية
1. ↑  حمودة بن عبد العزيز، الكتاب الباشي، تونس 1970، ج 1، ص 33-34
2. ↑  المصدر نفسه، ص 41
3. ↑  المصدر نفسه، ص 43-44
4. ↑  المصدر نفسه، ص 84
5. ↑  المصدر نفسه، ص 184